# Nobody (bài hát của Wonder Girls)
Nobody là đĩa đơn của nhóm nhạc nữ Hàn Quốc Wonder Girls. Ca khúc này phát hành dưới dạng đĩa đơn tải nhạc số vào ngày 22 tháng 9 năm 2008 tại Hàn Quốc. Ca khúc giành được vị trí #1 tại KBS Music Bank trong 5 tuần liên tiếp và giành được giải thưởng "Ca khúc của tháng" của Cyworld trong tháng 9 và tháng 10 năm 2008. Giống như "Tell Me", "Nobody" đã tạo nên một làn sóng học nhảy theo. Music video hoàn chỉnh của "Nobody" được phát hành đầu mùa thu năm 2008, Single này đã được phát hành trên mạng cùng thời điểm đó trên Youtube. Một người đại diện cho JYP Entertainment cho biết: "Sau "Tell Me" và "So Hot", "Nobody" cũng như các hit trước đã nhận được rất nhiều hiệu ứng tốt từ phía các fans và trên các bảng xếp hạng âm nhạc trực tuyến. Chúng tôi thực sự rất cảm ơn những người hâm mộ và mong sẽ tiếp tục nhận được sự ủng hộ với ca khúc này". Ca khúc này nằm trong đĩa mở rộng "The Wonder Years Trilogy" của nhóm.

## Giải thưởng
Tại 2008 MNet KM Music Festival Awards, Wonder Girls đã giành được 3 giảnh thưởng, trong đó có giải thưởng "Ca khúc của năm" và "Music Video xuất sắc nhất" dành cho "Nobody" cùng giải thưởng "Nhóm nhạc nữ xuất sắc nhất". Họ cũng giành được giải thưởng cho ca khúc có doanh thu trực tuyến cao nhất tại Golden Disk Award năm 2008. Tại Seoul Music Awards lần thứ 18, họ đã nhận được Daesang (giải thưởng "Ca sĩ của năm") cho "Nobody" cùng với 2 giải thưởng khác. Đây là 1 thánh tích rất đáng ngưỡng mộ, đặc biệt đối với các nhóm nhạc nữ K-pop khác. Wonder Girls liên tiếp gặt hái được nhiều thành công tại thị trường âm nhạc châu Á và Mỹ.

## Phát hành phiên bản Tiếng Anh
Wonder Girls đã mở tài khoản MySpace Music chính thức. Trang web này đã xác nhận việc Wonder Girls sẽ ra mắt tại Mỹ với phiên bản tiếng Anh của "Nobody" trong mùa hè 2009.
Tháng 6 năm 2009, JYP Entertainment thông báo Wonder Girls sẽ tham gia Jonas Brothers World Tour 2009 của Jonas Brothers tại phía Bắc nước Mỹ. Trong tháng 7 năm 2009, thông tin cho biết họ sẽ tham gia toàn bộ các concert của Jonas Brothers. JYP Entertainment cũng cho biết "Nobody" sẽ là single Tiếng Anh đầu tiên của họ, tiếp theo là "Tell Me" và một album tiếng Anh sẽ được ra mắt. Để tập trung cho việc ra mắt ở Mỹ, Sohee và Sunmi đã nghỉ học trung học vì họ không thể tới trường khi đang ở Mỹ.
Wonder Girls phát hành bản tiếng Anh của "Nobody" ngày 26 tháng 7 năm 2009, một ngày trước khi bắt đầu tour lưu diễn của họ với nhóm nhạc Jonas Brothers. Ngay từ đầu, Wonder Girls đã ký hợp đồng tham gia 13 buổi biểu diễn trên toàn nước Mỹ cùng với nhóm nhạc Jonas Brothers, nhưng sau đó, họ đã nhận được lời mời tiếp tục tham gia 45 buổi biểu diễn nữa trong tour lưu diễn của nhóm nhạc Jonas Brothers. Ca khúc "Nobody" cuối cùng cũng xuất hiện trên bảng xếp hạng Billboard Hot 100 tại Mỹ vào tháng 10 năm 2009, và Wonder Girls trở thành nghệ sĩ Hàn Quốc đầu tiên có ca khúc lọt vào bảng xếp hạng danh tiếng này.

## Phát hành phiên bản tiếng Trung
Cùng với những nhóm nhạc khác của Hàn Quốc như SNSD, 4Minute, Wonder Girls cũng có tham vọng tấn công thị trường ca nhạc Trung Quốc bằng cách thể hiện các ca khúc nổi tiếng của họ bằng tiếng Trung. 
Mới đây, công ty Universal Music của Đài Loan đã cộng tác với Wonder Girls thu một album bằng tiếng Trung. Ngoài ca khúc "Nobody" nổi tiếng, Wonder Girls còn thể hiện phiên bản tiếng Trung của ca khúc "So Hot" và "Tell Me" của họ trong album này. Album đặc biệt bằng tiếng Trung của Wonder Girls đã chính thức được trình làng vào ngày 12/2.

## Video ca nhạc
Video được phát hành trên Youtube với 2 phiên bản Tiếng Hàn và Tiếng Anh. Video bắt đầu bằng cảnh Park Jin Young biểu diễn với phong cách Mowntown-style trong khi Wonder Girls là ca sĩ hát bè. Sau đó, trong thời gian nghỉ giải lao, nhà sản xuất đã đưa cho Park Jin Young một ca khúc mới có tên là Nobody và anh đã đồng ý ngay lần thử đầu tiên. Tuy nhiên, anh đã gặp rắc rối khi đang đi toilet thì lại hết giấy vệ sinh nên anh đã mắc kẹt tại phòng vệ sinh và cầu cứu. Và lúc đó, 5 cô gái hát bè Wonder Girls phải ra hát thế và sau đó gặp rất nhiều thành công.

## Xếp hạng
| Bảng xếp hạng (2009)                      | Vị trí xếp hạng |
| ----------------------------------------- | --------------- |
| Billboard Hot 100                         | 76              |
| Billboard Heatseekers Songs               | 4               |
| Billboard Year-end Hot Singles Sales 2009 | 1               |

## Danh sách ca khúc
Tiếng Hàn
1. "Nobody"

Tiếng Anh
Tải nhạc số (iTunes & Amazon)
1. "Nobody (English Version)"

Nobody (Sing-Along Version)
1. "Nobody (English Version)"
2. "Nobody (Karaoke Version)"
3. "Nobody (Instrumental Remastered)"

Nobody (The Remix Edition)
1. "Nobody (Jason Nevins Remix)"
2. "Nobody (Jason Nevins Extended Remix)"
3. "Nobody (Jason Nevins Remix) (Instrumental)"
4. "Nobody (Jason Nevins Extended Remix) (Instrumental)"

Nobody Rainstone Remix
1. "Nobody (Rainstone Remix)"